# 斜蠼螋
斜蠼螋（学名：Forficula planicollis）为蠼螋屬下的一个种。

## 分佈
本物種見於北印度。